# Synanthedon loranthi
Synanthedon loranthi is een vlinder uit de familie wespvlinders (Sesiidae), onderfamilie Sesiinae.
Synanthedon loranthi is voor het eerst wetenschappelijk beschreven door Králícek in 1966. De soort komt voor in het Palearctisch gebied.